# Stan Shaw
Stan Shaw (Chicago, 14 de juliol de 1952) és un actor estatunidenc.

## Biografia
Fill del saxofonista Eddie Shaw, i cosí del cantant Sam Cooke.
Abans d'actor, va ser mestre de karate, judo i jujitsu a Chicago. Havia aconseguit el cinturó negre de primer grau en judo i en jujitsu, i en el karate cinturó negre de segon nivell.
Es va diplomar en la Marshall High School de Chicago.
Va començar a actuar en el musicals de Broadway, com ara en el famós Hair, The Me Nobody Knows o Via Galattica, dirigit per Peter Hall.
Les seves primeres feines en el cinema daten dels anys setanta, en què va participar també en la molt premiada pel·lícula del 1976 Rocky en el paper de Dipper, el jove boxador al qual Mickey Goldmill cedeix el gabinet de Rocky Balboa.
L'1 de juny del 2000 va ser condemnat a tres anys de llibertat vigilada pel delicte d'abandó de menor; més tard, el seu fill anirà a viure amb la mare a Las Vegas mentre Shaw vivia a Califòrnia.

## Filmografia
Filmografia:

### Cinema
- 1974: Truck Turner
- 1974: TNT Jackson
- 1976: Rocky
- 1978: Els nois de la companyia C (The Boys in Company C)
- 1979: The Great Santini
- 1979: Roots: The Next Generations
- 1984: Runaway, brigada central (Runaway)
- 1985: El gladiador (Gladiator) (TV)
- 1987: Billionaire Boys Club
- 1988: Red River
- 1989: Nits de Harlem (Harlem Nights)
- 1990: Agent ocult (Fear)
- 1991: Tomàquets verds fregits (Fried Green Tomatoes)
- 1993: Body of Evidence
- 1993: Sol naixent (Rising Sun)
- 1995: Houseguest
- 1995: L'illa dels caps tallats (Cutthroat Island)
- 1996: Daylight
- 1998: Snake Eyes
- 2000: Freedom Song
- 2002: Rag and Bone
- 2003: Detonator

### Sèries de televisió
- 1983–1984: The Mississippi
- 1984: Maximum Security,
- 1985–1994: Murder, She Wrote
- 1985: Hill Street Blues
- 1989: Wiseguy
- 1990: Midnight Caller
- 1992: L.A. Law
- 1994: Heaven & Hell: North & South, Book III
- 2000: Early Edition
- 2009: CSI: Crime Scene Investigation